# Joel et Ethan Coen
Ethan Coen ne doit pas être confondu avec l'autre scénariste Etan Cohen. Joel Coen ne doit pas être confondu avec l'autre scénariste Joel Cohen.
Pour les articles homonymes, voir Coen.
Joel Coen [ˈdʒoʊəl ˈkoʊən], né le 29 novembre 1954 à Saint Louis Park (Minnesota) et Ethan Coen [ˈiːθən ˈkoʊən], né le 21 septembre 1957 dans la même ville, souvent désignés par l'expression frères Coen (Coen brothers), sont des réalisateurs américains, connus pour leurs collaborations quasi permanentes.
Si Joel Coen est le plus souvent mentionné comme seul réalisateur aux génériques de leurs films, son frère reste également très impliqué, en marge de son activité de producteur. Leur collaboration est d'ailleurs tellement étroite et complémentaire qu'on les appelle parfois « le réalisateur à deux têtes ». Au début des années 2020, ils se lancent dans des projets en solo.

## Biographie

### Enfance
Joel Coen (né le 29 novembre 1954) et Ethan Coen (né le 21 septembre 1957) ont grandi à Saint Louis Park, dans le Minnesota, dans la proche banlieue de Minneapolis. Issus d'une famille juive, ils sont les fils de Rena Neumann, historienne de l'art à l'université d'État de Saint Cloud, et d'Edward Coen, économiste à l'université du Minnesota et les frères de Deborah Ruth Coen, psychiatre.

### Carrière
La filmographie des Coen repose sur un partage des tâches : Joel à la réalisation, Ethan à la production. L'écriture ou l'adaptation du scénario est commune, de même que le montage (parfois sous le pseudonyme de Roderick Jaynes). Toutefois, à partir de 2004, ils sont tous deux crédités de la réalisation de leurs films. 
Leur succès critique commence avec Barton Fink (1991), l'histoire d'un écrivain sans inspiration interprété par John Turturro. Le film obtient la Palme d'or, le prix de la mise en scène et celui de l'interprétation masculine pour Turturro au Festival de Cannes 1991. Ce triplé a entraîné un changement du règlement du festival, les jurés n'ayant en théorie plus le droit de donner plusieurs prix à un même film. Seul l'un des deux prix d’interprétation peut éventuellement s’ajouter à une autre récompense.
Une part du succès des Coen sont des comédies comme The Big Lebowski (1998), O'Brother (2000), Intolérable Cruauté (2003) et Ladykillers (2004). Cependant, deux thrillers sont majeurs dans leur cinématographie : Fargo (1996) qui les révèle à un public international et No Country for Old Men (2007) qui représente leur consécration. Adapté du roman Non, ce pays n'est pas pour le vieil homme de Cormac McCarthy, ce deuxième film narre l'histoire d'un cowboy (Josh Brolin) traqué par un tueur psychopathe (Javier Bardem). Il rapporte 160 000 000 $ au box-office et quatre prix lors de la 80e cérémonie des Oscars : meilleur film, meilleur réalisateur, meilleur scénario adapté et meilleur acteur dans un second rôle pour Javier Bardem.

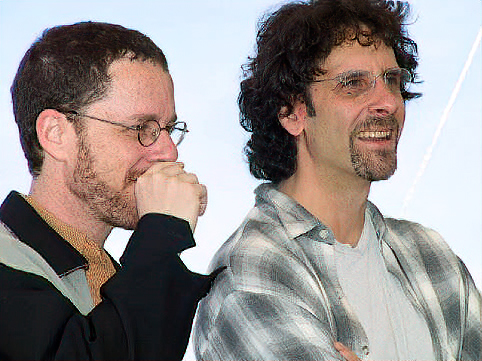
Ethan et Joel Coen au Festival de Cannes 2001.

Les frères Coen réalisent ensuite Burn After Reading (2008), une comédie noire sur le monde de l'espionnage, la CIA et le fitness, interprétée par George Clooney, Brad Pitt et John Malkovich. Puis ils mettent en scène le discret A Serious Man (2009), comédie encore plus noire sur la communauté juive, à forte teinte autobiographique.
Le film suivant est un western, True Grit (2010), adapté du roman du même nom de Charles Portis et déjà porté à l'écran dans Cent dollars pour un shérif (1969) avec John Wayne. C'est Jeff Bridges, qu'ils avaient dirigé dans The Big Lebowski, qui tient le rôle principal aux côtés de Matt Damon et Josh Brolin. Le film révèle au grand public la jeune actrice Hailee Steinfeld, qui reçoit pour son rôle de multiples récompenses et nominations. True Grit est à ce jour le plus gros succès des frères Coen au box-office avec 250 000 000 $ de recettes. Le western est nommé dix fois à la 83e cérémonie des Oscars mais n'obtient aucune récompense.
Les frères Coen tournent alors un film plus intimiste et mélancolique, Inside Llewyn Davis (2013), qui raconte l'histoire — inspirée par celle de Dave Van Ronk — d'un chanteur folk de Greenwich Village dans les années 1960. La distribution comprend Oscar Isaac, Carey Mulligan, Garrett Hedlund, Justin Timberlake et John Goodman. Le film est un véritable succès critique, concrétisé par le grand prix au Festival de Cannes 2013.
Le 20 janvier 2015, il est annoncé que les frères Coen vont co-présider le jury du 68e Festival de Cannes. C'est l'aboutissement d'une relation très proche avec le festival, comparable à celle des frères Dardenne. En effet, neuf de leurs films ont été présentés au festival, dont huit sélectionnés en compétition, et ils ont rapporté une Palme d'or, un grand prix, trois prix de la mise en scène, un prix du jury pour Irma P. Hall dans Ladykillers et le prix d'interprétation masculine pour Turturro, déjà cité.
Les frères Coen enchaînent avec un projet de longue date, Ave, César ! (2016), une parodie du Hollywood des années 1950 qui réunit George Clooney, Josh Brolin, Channing Tatum, Ralph Fiennes et Tilda Swinton.
Ils délaissent ensuite un temps le cinéma pour produire, écrire et réaliser une mini-série western en six épisodes, censée être diffusée sur Netflix courant 2018. Finalement, la série devient un film, La Ballade de Buster Scruggs, qui est projeté en avant-première à la Mostra de Venise 2018.

### Carrières solo

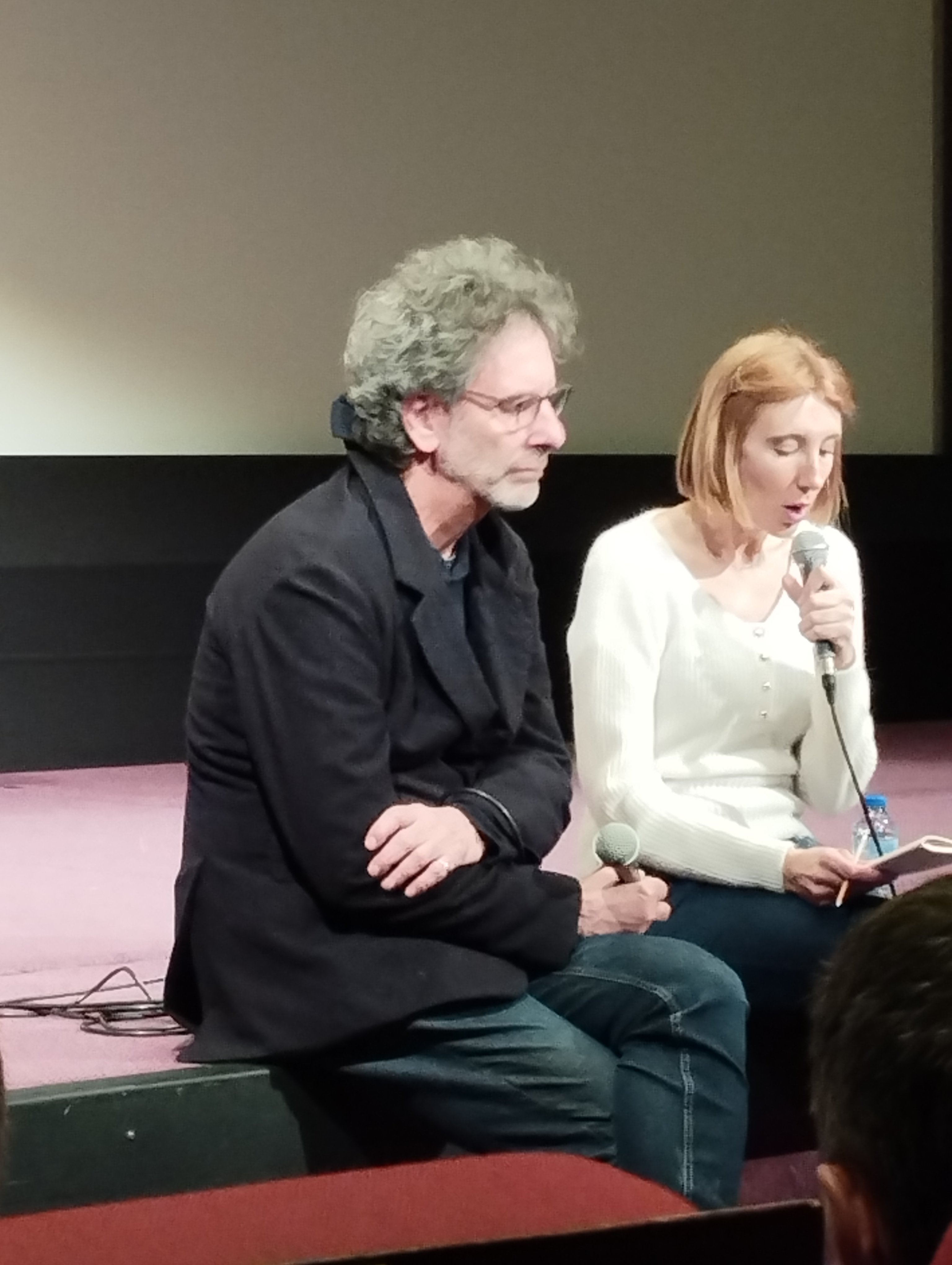
Joel Coen à la Cinémathèque française dans le cadre du festival du film restauré Toute la mémoire du monde en mars 2023.

Bien que l'essentiel de leur production artistique se fit en duo, les frères Coen ont pu se séparer pour certains projets, et c'est surtout Ethan Coen qui a accumulé les travaux en dehors du binôme. Il a écrit pour le théâtre, en majorité des pièces en un acte (Almost an Evening, Happy Hour, Offices, Talking Cure) pour l'Atlantic Theater Company off-Broadway. Pour la même compagnie, il a également signé une pièce de durée plus conventionnelle en 2013, intitulée Women or Nothing. Il a aussi publié en 1998 un recueil de nouvelles traduit en France sous le titre J'ai tué Phil Shapiro.
Comparativement, Joel Coen est beaucoup plus fidèle au duo puisqu'on ne lui comptait encore récemment aucun projet en solitaire (excepté peut-être ses travaux de monteur au tout début de sa carrière). C'est donc avec une grande surprise qu'a été accueilli son nouveau projet de réalisation, Macbeth (The Tragedy of Macbeth), une adaptation de Macbeth avec Denzel Washington dans le rôle-titre et Frances McDormand dans celui de Lady Macbeth. C'est en effet son premier film sans son frère Ethan. Joel réalise seul et signe également seul le scénario adapté de la pièce de William Shakespeare. En juin 2019, Denzel Washington a confirmé que le tournage débuterait en 2020. Le film est sorti en 2021. En août 2021, il est révélé qu'Ethan Coen se retire du milieu du cinéma pour se consacrer au théâtre, ce qui explique la raison pour laquelle il n'a pas voulu coréaliser Macbeth avec son frère. Carter Burwell, compositeur fétiche des frères Coen, explique l'absence d'Ethan Coen sur ce projet : « (Il) n'avait tout simplement plus envie de faire de films. Ethan semble être très heureux de faire ce qu'il fait, et je ne suis pas sûr de ce que Joel fera après [Macbeth] [...] Nous sommes tous à un âge où nous pourrions prendre notre retraite, mais je ne pense pas que ce soit exactement ce qui va se passer. C'est un métier merveilleusement imprévisible. »
Mais pendant le confinement lié à la pandémie de Covid-19, Ethan Coen travaille sur Jerry Lee Lewis: Trouble in Mind, un documentaire sur Jerry Lee Lewis, avec sa femme la monteuse Tricia Cooke. Il est présenté en séance spéciale au festival de Cannes 2022,. Cette expérience a tant plu au couple Coen-Cooke qu'ils ont cherché un autre projet à réaliser tous les deux : c'est ainsi qu'est né Drive-Away Dolls, coécrit et coréalisé avec Tricia Cooke. Margaret Qualley et Geraldine Viswanathan incarnent les rôles principaux. Le film sortira en avril 2024.
Toujours en 2024, Ethan Coen prépare un nouveau film en solo co-écrit avec Tricia Cooke intitulé Honey Don't! dans lequel il retrouve Margaret Qualley et accueille Aubrey Plaza et Chris Evans. Le film sera présenté en séance de minuit au Festival de Cannes 2025.
En 2025, les deux frères annoncent chacun un nouveau projet en développement. Joel Coen prépare une comédie tournée en Écosse intitulée Jack of Spades avec Josh O'Connor dans le rôle principal tandis qu'Ethan Coen retrouve Margaret Qualley pour la troisième fois pour une comédie noire intitulée Go, Beavers.

### Vie privée

#### Joel Coen
Il est marié depuis 1984 à l'actrice et productrice américaine Frances McDormand, qui a tourné dans plusieurs de leurs films.

#### Ethan Coen
Il est marié depuis octobre 1993 à la monteuse américaine Tricia Cooke.

## Collaborateurs fréquents
Les frères Coen ont pris l'habitude de travailler souvent avec les mêmes acteurs. Les plus fréquents sont : Steve Buscemi, Frances McDormand, John Goodman, Jon Polito, John Turturro, George Clooney, Michael Badalucco, Josh Brolin ou encore Bruce Campbell.
- Michael Badalucco : Miller's Crossing, O'Brother et The Barber
- Tim Blake Nelson : O'Brother et La Ballade de Buster Scruggs
- Jeff Bridges : The Big Lebowski et True Grit
- Josh Brolin : No Country for Old Men, True Grit et Ave, César !
- Harry Bugin : Barton Fink, Le Grand Saut et The Big Lebowski
- Steve Buscemi : Miller's Crossing, Barton Fink, Le Grand Saut, Fargo, The Big Lebowski et le sketch de Paris, je t'aime
- Bruce Campbell : Le Grand Saut, Fargo, Intolérable Cruauté ainsi qu'un caméo non crédité dans Ladykillers
- George Clooney : O'Brother, Intolérable Cruauté, Burn After Reading et Ave, César !
- Matt Damon : True Grit et Drive-Away Dolls
- Charles Durning : Le Grand Saut, O'Brother
- Brendan Gleeson : La Ballade de Buster Scruggs et Macbeth
- John Goodman : Arizona Junior, Barton Fink, Le Grand Saut, The Big Lebowski, O'Brother et Inside Llewyn Davis
- Holly Hunter : Sang pour sang (Blood Simple) (apparition vocale), Arizona Junior et O'Brother
- Richard Jenkins : The Barber, Intolérable Cruauté et Burn After Reading
- Scarlett Johansson : The Barber et Ave, César !
- Warren Keith : Arizona Junior, Fargo, The Big Lebowski et A Serious Man
- Olek Krupa : Miller's Crossing et Burn After Reading
- Michael Lerner : Barton Fink et A Serious Man
- John Mahoney : Barton Fink et Le Grand Saut
- Frances McDormand : Sang pour sang (Blood Simple), Arizona Junior, Miller's Crossing, Fargo, The Barber, Burn After Reading, Ave, César ! et Macbeth
- Harry Melling : La Ballade de Buster Scruggs et Macbeth
- Jon Polito : Miller's Crossing, Barton Fink, Le Grand Saut, The Big Lebowski et The Barber
- Margaret Qualley : Drive-Away Dolls et Honey Don't
- Stephen Root : O'Brother, Ladykillers, No Country for Old Men et La Ballade de Buster Scruggs
- Tony Shalhoub : Barton Fink et The Barber
- J. K. Simmons : Ladykillers et Burn After Reading
- Peter Stormare : Fargo et The Big Lebowski
- Tilda Swinton : Burn After Reading et Ave, César !
- Billy Bob Thornton : The Barber et Intolérable Cruauté
- John Turturro : Miller's Crossing, Barton Fink, The Big Lebowski, O'Brother
- M. Emmet Walsh : Sang pour sang (Blood Simple) et Arizona Junior

Par ailleurs, les frères Coen ont collaboré à de très nombreuses reprises avec le compositeur Carter Burwell sauf à de très rares exceptions (Paris, je t'aime, Inside Llewyn Davis). Il n'est que compositeur additionnel sur O'Brother. Barry Sonnenfeld a quant à lui fait la photographie des trois premiers longs métrages des frères Coen : Sang pour sang (Blood Simple), Arizona Junior et Miller's Crossing. Il apparaît furtivement dans Barton Fink et a produit Ladykillers. Le directeur de la photographie Roger Deakins a collaboré avec eux sur quasiment tous leurs films depuis Barton Fink (1991), à de rares exceptions (Paris, je t'aime, Inside Llewyn Davis, La Ballade de Buster Scruggs et Macbeth). Le Français Bruno Delbonnel a ensuite travaillé plusieurs fois avec eux.

## Filmographie

### Réalisateurs
N.B. : Jusqu'en 2003, seul Joel Coen est mentionné comme réalisateur. À partir de 2004 avec Ladykillers, Ethan Coen l'est aussi. Pour Macbeth, seul le nom de Joel Coen est crédité puisqu'il le réalise sans Ethan Coen.
- 1984 : Sang pour sang (Blood Simple)
- 1987 : Arizona Junior (Raising Arizona)
- 1990 : Miller's Crossing
- 1991 : Barton Fink
- 1994 : Le Grand Saut (The Hudsucker Proxy)
- 1996 : Fargo
- 1998 : The Big Lebowski
- 2000 : O'Brother (O Brother Where Art Thou?)
- 2001 : The Barber (The Man Who Wasn't There)
- 2003 : Intolérable Cruauté (Intolerable Cruelty)
- 2004 : Ladykillers (The Ladykillers)
- 2006 : Paris, je t'aime (film à sketches) - segment « Tuileries »
- 2007 : No Country for Old Men
- 2007 : Chacun son cinéma (film à sketches) - segment « World Cinema »
- 2008 : Burn After Reading
- 2009 : A Serious Man
- 2010 : True Grit
- 2013 : Inside Llewyn Davis
- 2016 : Ave, César ! (Hail, Caesar!)
- 2018 : La Ballade de Buster Scruggs (The Ballad of Buster Scruggs)[18]
- 2021 : Macbeth (The Tragedy of Macbeth) (seulement Joel)
- 2022 : Jerry Lee Lewis: Trouble in Mind (documentaire) (seulement Ethan)
- 2024 : Drive-Away Dolls (seulement Ethan)
- 2025 : Honey Don't! (seulement Ethan)
- 2026 : Jack of Spades (seulement Joel)
- 2026 : Go, Beavers! (seulement Ethan)

### Scénaristes
N.B. : les frères Coen sont scénaristes de toutes leurs réalisations, sauf pour Macbeth qui est uniquement écrit par Joel Coen et Drive-Away Dolls et Honey Don't! écrits par Ethan et Tricia Cooke.
- 1985 : Mort sur le grill (Crimewave) de Sam Raimi
- 1990 : Darkman de Sam Raimi (script doctors non crédités)
- 1998 : The Naked Man de J. Todd Anderson (en) (seulement Ethan Coen)
- 2013 : Gambit : Arnaque à l'anglaise (Gambit) de Michael Hoffman
- 2014 : Invincible (Unbroken) d'Angelina Jolie (coécrit avec Richard LaGravenese et William Nicholson)
- 2015 : Le Pont des espions (Bridge of Spies) de Steven Spielberg (coécrit avec Matt Charman)
- 2017 : Bienvenue à Suburbicon (Suburbicon) de George Clooney
- 2021 : Macbeth (The Tragedy of Macbeth) de Joel Coen (seulement Joel)
- 2024 : Drive-Away Dolls d'Ethan Coen (seulement Ethan, coécrit avec Tricia Cooke)
- 2025 : Honey Don't! d'Ethan Coen (seulement Ethan, coécrit avec Tricia Cooke)

### Producteurs
Pour les films qu'ils ont aussi réalisés, jusqu'en 2003 seul Ethan Coen est mentionné comme producteur. À partir de 2004 avec Ladykillers, Joel Coen l'est aussi.
- 1984 : Sang pour sang (Blood Simple)
- 1987 : Arizona Junior (Raising Arizona)
- 1990 : Miller's Crossing
- 1991 : Barton Fink
- 1994 : Le Grand Saut (The Hudsucker Proxy)
- 1996 : Fargo
- 1998 : The Big Lebowski
- 2000 : O'Brother (O Brother Where Art Thou?)
- 2001 : The Barber (The Man Who Wasn't There)
- 2003 : Intolérable Cruauté (Intolerable Cruelty)
- 2004 : Ladykillers (The Ladykillers)
- 2004 : Bad Santa de Terry Zwigoff
- 2005 : Romance and Cigarettes de John Turturro
- 2007 : No Country for Old Men
- 2008 : Burn After Reading
- 2009 : A Serious Man
- 2010 : True Grit
- 2014 : Fargo (série télévisée)
- 2016 : Ave, César ! (Hail, Caesar!)
- 2018 : La Ballade de Buster Scruggs (The Ballad of Buster Scruggs)
- 2021 : Macbeth (The Tragedy of Macbeth) de Joel Coen (seulement Joel)
- 2024 : Drive-Away Dolls d'Ethan Coen (seulement Ethan)

### Monteurs
N.B. : pour le montage de leurs films, ils sont souvent crédités sous le pseudonyme de Roderick Jaynes.
- 1981 : Evil Dead (Joel Coen)
- 1984 : Sang pour sang (Blood Simple)
- 1991 : Barton Fink
- 1996 : Fargo
- 1998 : The Big Lebowski
- 2000 : O'Brother (O Brother Where Art Thou?)
- 2001 : The Barber (The Man Who Wasn't There)
- 2003 : Intolérable Cruauté (Intolerable Cruelty)
- 2007 : No Country for Old Men - Non, ce pays n'est pas pour le vieil homme (No Country for Old Men)
- 2008 : Burn After Reading
- 2009 : A Serious Man
- 2013 : Inside Llewyn Davis
- 2016 : Ave, César ! (Hail, Caesar!)
- 2024 : Drive-Away Dolls d'Ethan Coen (seulement Ethan)

### Acteurs
- 1985 : Mort sur le grill (Crimewave) de Sam Raimi : les journalistes à l'exécution
- 1986 : Drôles d'espions (Spies Like Us) de John Landis : un agent de sécurité (Joel Coen)
- 1990 : Darkman de Sam Raimi : le conducteur de l'Oldsmobile (Joel Coen)

## Publication
- 1998 : J'ai tué Phil Shapiro (Gates of Eden) : recueil de nouvelles écrites par Ethan Coen.

## Distinctions

### Principales récompenses
- Au Festival de Saint-Sébastien 1990, Coquille d'argent des meilleurs réalisateurs pour Miller's Crossing
- Au Festival de Cannes 1991, Palme d'or et Prix de la mise en scène pour Barton Fink
- Au Festival de Cannes 1996, Prix de la mise en scène pour Fargo
- Oscar 1997 du meilleur scénario original pour Fargo
- BAFTA 1997 des meilleurs réalisateurs pour Fargo
- Satellite Awards 1997 du meilleur film dramatique et des meilleurs réalisateurs pour Fargo
- Writers Guild of America Award 1997 du meilleur scénario original pour Fargo
- Au Festival de Cannes 2001, Prix de la mise en scène pour The Barber
- David di Donatello 2002 du meilleur film étranger pour The Barber
- Oscars 2008 pour No Country for Old Men :
  - Meilleur film
  - Meilleurs réalisateurs
  - Meilleur scénario adapté
- Golden Globe 2008 du meilleur scénario pour No Country for Old Men
- BAFTA 2008 des meilleurs réalisateurs pour No Country for Old Men
- Satellite Awards 2008 du meilleur film dramatique et des meilleurs réalisateurs pour No Country for Old Men
- Producers Guild of America Awards 2008, Prix Darryl F. Zanuck des meilleurs producteurs pour No Country for Old Men
- Directors Guild of America Award 2008 des meilleurs réalisateurs pour No Country for Old Men
- Writers Guild of America Award 2008 du meilleur scénario adapté pour No Country for Old Men
- David di Donatello 2008 du meilleur film étranger pour No Country for Old Men
- Au Festival de Cannes 2013, Grand Prix pour Inside Llewyn Davis
- Mostra de Venise 2018, Prix Osella pour le meilleur scénario pour La Ballade de Buster Scruggs

### Nominations
- 1997, pour Fargo
  - Oscars :
    - Meilleur film
    - Meilleurs réalisateurs
    - Meilleur montage

  - Golden Globes :
    - Meilleur film musical ou comédie
    - Meilleurs réalisateurs
    - Meilleur scénario

  - BAFTA :
    - Meilleur film
    - Meilleur scénario original
    - Meilleur montage

  - César du meilleur film étranger
- 2001, pour O'Brother
  - Oscar du meilleur scénario adapté
  - Golden Globe du meilleur film musical ou comédie
  - BAFTA du meilleur scénario original
  - Satellite Award du meilleur film musical ou de comédie et du meilleur scénario adapté
- 2002, pour The Barber
  - Golden Globes :
    - Meilleur film dramatique
    - Meilleur scénario

  - César du meilleur film étranger
- 2008, pour No Country for Old Men
  - Oscar du meilleur montage
  - Golden Globes :
    - Meilleur film dramatique
    - Meilleurs réalisateurs

  - BAFTA :
    - Meilleur film
    - Meilleur scénario adapté
    - Meilleur montage

  - Satellite Award du meilleur montage et du meilleur scénario adapté
- 2009, pour Burn After Reading
  - Golden Globe du meilleur film musical ou de comédie
  - BAFTA du meilleur scénario original
- 2010, pour A Serious Man
  - Oscars :
    - Meilleur film
    - Meilleur scénario original

  - BAFTA du meilleur scénario original
  - David di Donatello du meilleur film étranger
  - Satellite Award du meilleur film musical ou de comédie et du meilleur scénario original
- 2011, pour True Grit
  - Oscars :
    - Meilleur film
    - Meilleurs réalisateurs
    - Meilleur scénario adapté

  - BAFTA :
    - Meilleur film
    - Meilleur scénario adapté
- 2014, pour Inside Llewyn Davis
  - Golden Globe du meilleur film musical ou de comédie
  - British Academy Film Award du meilleur scénario original
  - Satellite Awards 2014 :
    - Meilleur film
    - Meilleurs réalisateurs
    - Meilleur scénario original
- 2016, pour Le Pont des Espions
  - Oscars :
    - Meilleur scénario original

### Sélections
- Festival de Cannes 1991 : sélection officielle, en compétition, pour Barton Fink
- Festival de Cannes 1994 : sélection officielle, en compétition (film d'ouverture), pour Le Grand Saut
- Festival de Cannes 1996 : sélection officielle, en compétition, pour Fargo
- Berlinale 1998 : sélection officielle, en compétition, pour The Big Lebowski
- Festival de Cannes 2000 : sélection officielle, en compétition, pour O'Brother
- Festival de Cannes 2001 : sélection officielle, en compétition, pour The Barber
- Festival de Cannes 2004 : sélection officielle, en compétition, pour Ladykillers
- Festival de Cannes 2007 : sélection officielle, en compétition, pour No Country for Old Men
- Mostra de Venise 2008 : sélection officielle, hors compétition (film d'ouverture), pour Burn After Reading
- Festival de Cannes 2013 : sélection officielle, en compétition, pour Inside Llewyn Davis
- Berlinale 2016 : sélection officielle, hors compétition (film d'ouverture), pour Ave, César !
- Mostra de Venise 2018 : sélection officielle, en compétition, pour La Ballade de Buster Scruggs